# Port Macquarie
Port Macquarie é uma cidade costeira na área do governo local de Port Macquarie-Hastings. Ela está localizado na costa norte do meio de Nova Gales do Sul, na Austrália, a cerca de 390 km ao norte de Sydney e 570 km ao sul de Brisbane. A cidade está localizada na costa do mar da Tasmânia, na foz do rio Hastings e no extremo leste da estrada de Oxley. A cidade e seus subúrbios tinham uma população de 47.973 habitantes em junho de 2018.